# Rifugio Micheluzzi

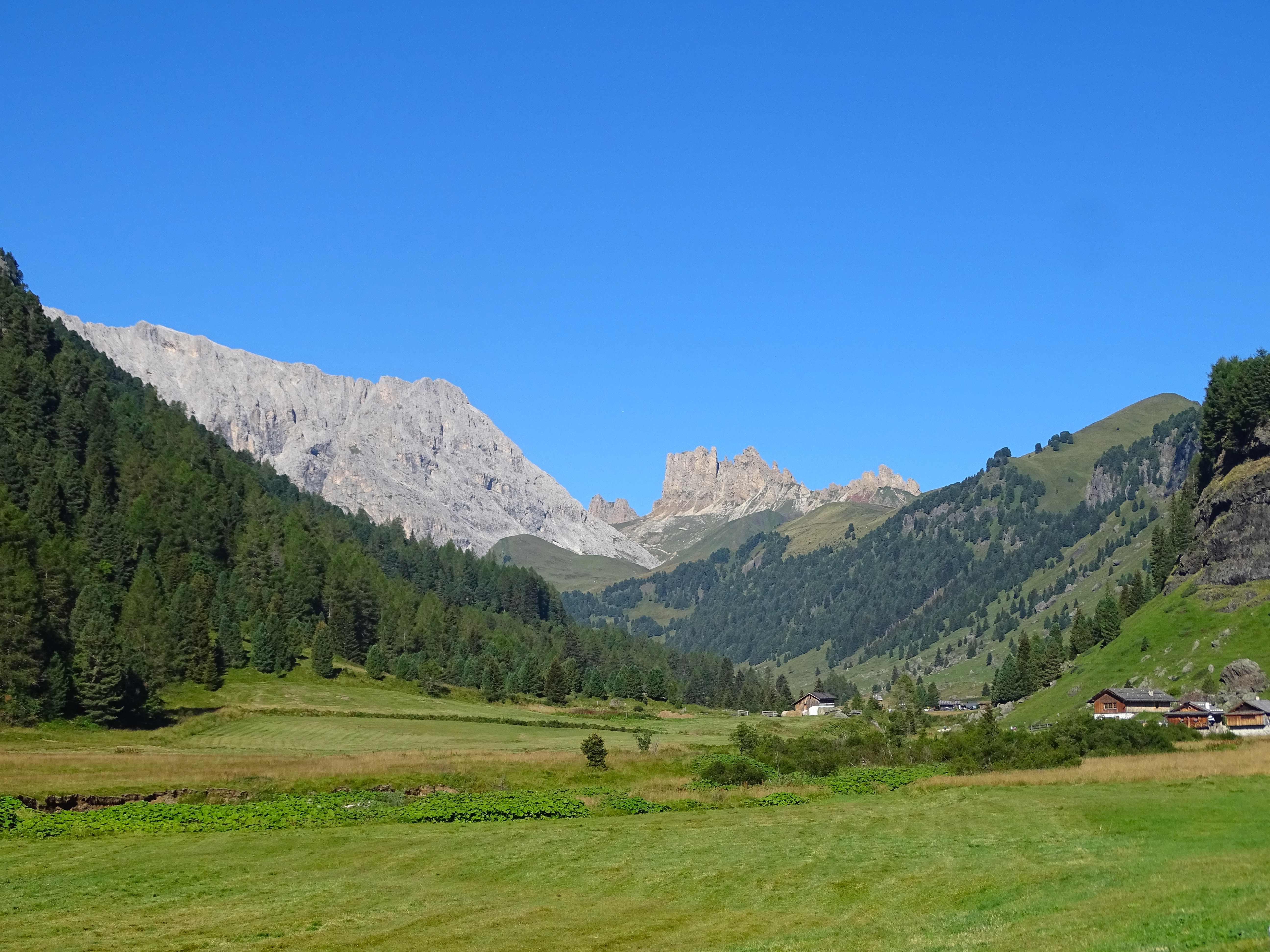
La Val Duron

Il rifugio Micheluzzi è un rifugio situato in Val Duron presso il gruppo del Sassolungo ad una quota di 1.848 m s.l.m.

## Storia
La storia del Rifugio nasce verso la fine dell’800 quando all'epoca era una semplice stalla per il ricovero degli animali che in estate passavano l’alpeggio in Val Duron e da un Tobià usato per tenere il fieno. Di proprietà di Barbara (Bertola) e Luigi Rizzi de Ferat il quale è stato una Guida Alpina conosciutissima per le tantissime “vie” tra le quali alcune di notevole difficoltà ma anche perché la Guida Alpina preferita dal Re del Belgio. Quest’ultimo si faceva sempre accompagnare da Luigi quando si recava in Val di Fassa per soggiornare. In seguito, passò come eredità ad una delle figlie, Maria Orsola Rizzi, sposata con Battista Micheluzzi (Tita). I due, con le quattro figlie, passavano le estati dedicandosi al pascolo e alla fienagione e a dare ospitalità alle numerose persone di passaggio. 
Il rifugio era conosciuto come “malga Rifugio Micheluzzi” Man mano che passano gli anni, il rifugio Micheluzzi subisce qualche ingrandimento e tante migliorie proprio per venire incontro alle nuove esigenze di ospitalità e ristoro dei viandanti. Dagli anni ’80 e per 12 anni viene gestito da una delle figlie, Carmen con l’aiuto dei figli Graziano e Adriana. Alla morte di Battista Micheluzzi (Tita) il rifugio passa alla figlia secondogenita Adalgisa Micheluzzi. Adalgisa, sposata con Marco Bernard de Bernardo dal ’92 portano avanti la tradizione di Famiglia gestendo il rifugio con i quattro figli: Nadia, Erwin, Davide ed Ivana. 
Apportando parecchi miglioramenti ed un’altra ristrutturazione che da un’estetica al rifugio più in sintonia con l’ambiente naturale circostante. La sua nuova forma da baita di montagna meglio si armonizza con la Val Duron e rende l’ambiente più caloroso e familiare. Davide che si occupa del rifugio da poco ha ristrutturato completamente le camere e le sale al piano terra rendendo il Micheluzzi un punto di riferimento sia per quanto riguarda la ristorazione sia per l’accoglienza con nuove camere, tutte con bagno e con tanto legno di abete profumato.

## Caratteristiche e informazioni
Il rifugio è stato completamente ristrutturato nel 2018. Dispone di camere doppie, triple ed una quadrupla. Tutte con bagno privato con doccia. Il rifugio è aperto in estate ed inverno. Ristorante e bar aperti al pubblico. Non ci sono camerate.

## Accessi
Il rifugio Micheluzzi si raggiunge facilmente:
- da Campitello in un'ora a piedi oppure con servizi di taxi privati. In inverno, il servizio viene effettuato con motoslitte
- dal Rifugio Alpe di Tires (2.440 m), in circa 90 minuti.

## Traversate
Dal rifugio Micheluzzi si può raggiungere:
- Rifugio Antermoia (2.500 m) in 2,30 ore
- Rifugio Passo Principe (2.600 m) in 3,30 ore
- Rifugio Bergamo (2.134 m) in 4,30 ore
- Rifugio Vajolet (2.243 m) in 5,00 ore
- Rifugio Re Alberto (2.621 m) in 6,00 ore
- Rifugio Roda di Vaèl (2.283 m) in 7,00 ore